# Acrocercops combreticola
Acrocercops combreticola là một loài bướm đêm thuộc họ Gracillariidae. Nó được tìm thấy ở Nam Phi.
Ấu trùng ăn Combretum apiculatum. Chúng ăn lá nơi chúng làm tổ. 